# Швариха (Нижньогородська область)
Швариха (рос. Швариха) — присілок в Богородському районі Нижньогородської області Російської Федерації.
Населення становить 633 особи. Входить до складу муніципального утворення Алешковська сільрада.

## Історія
Від 2004 року входить до складу муніципального утворення Алешковська сільрада.

## Населення
| 1859 | 1999 | 2002 | 2010 |
| ---- | ---- | ---- | ---- |
| 110  | ↗642 | ↘625 | ↗633 |